# Pollinatiedruppel
Een pollinatiedruppel is een kleverige druppel vocht bij de orde Gnetales die door de micropylaire buis naar buiten wordt gevormd, zodat bij de bestuiving de stuifmeelkorrels in de lucht opgevangen kunnen worden (druppelmechanisme). Pollinatiedruppels komen voor bij de tot de naaktzadigen gerekende orde van de Gnetales (met de geslachten Welwitschia, Ephedra en Gnetum).

Botanische tekeningen
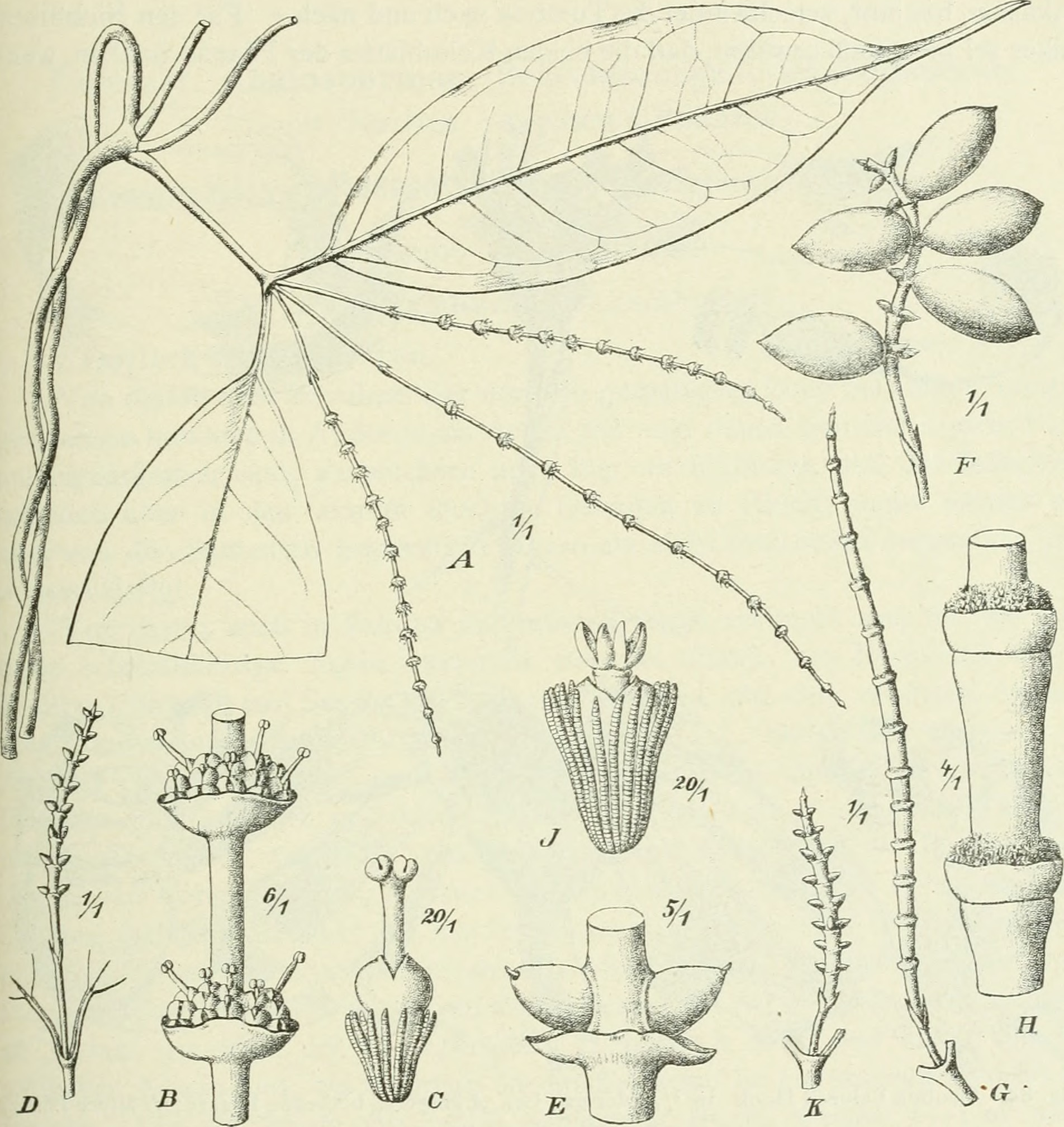
Gnetum gnemon (zie E)
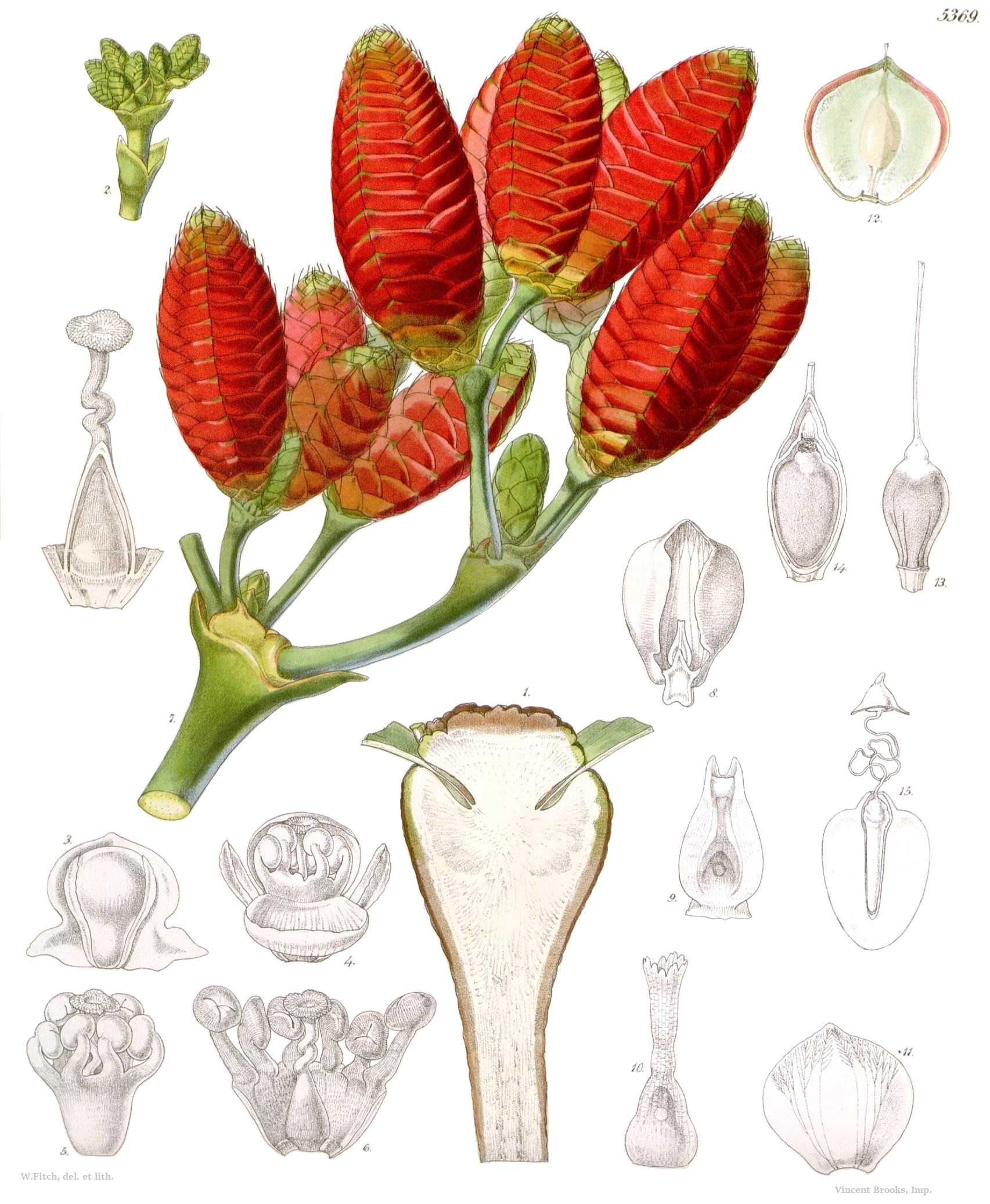
Welwitschia mirabilis (zie 13)
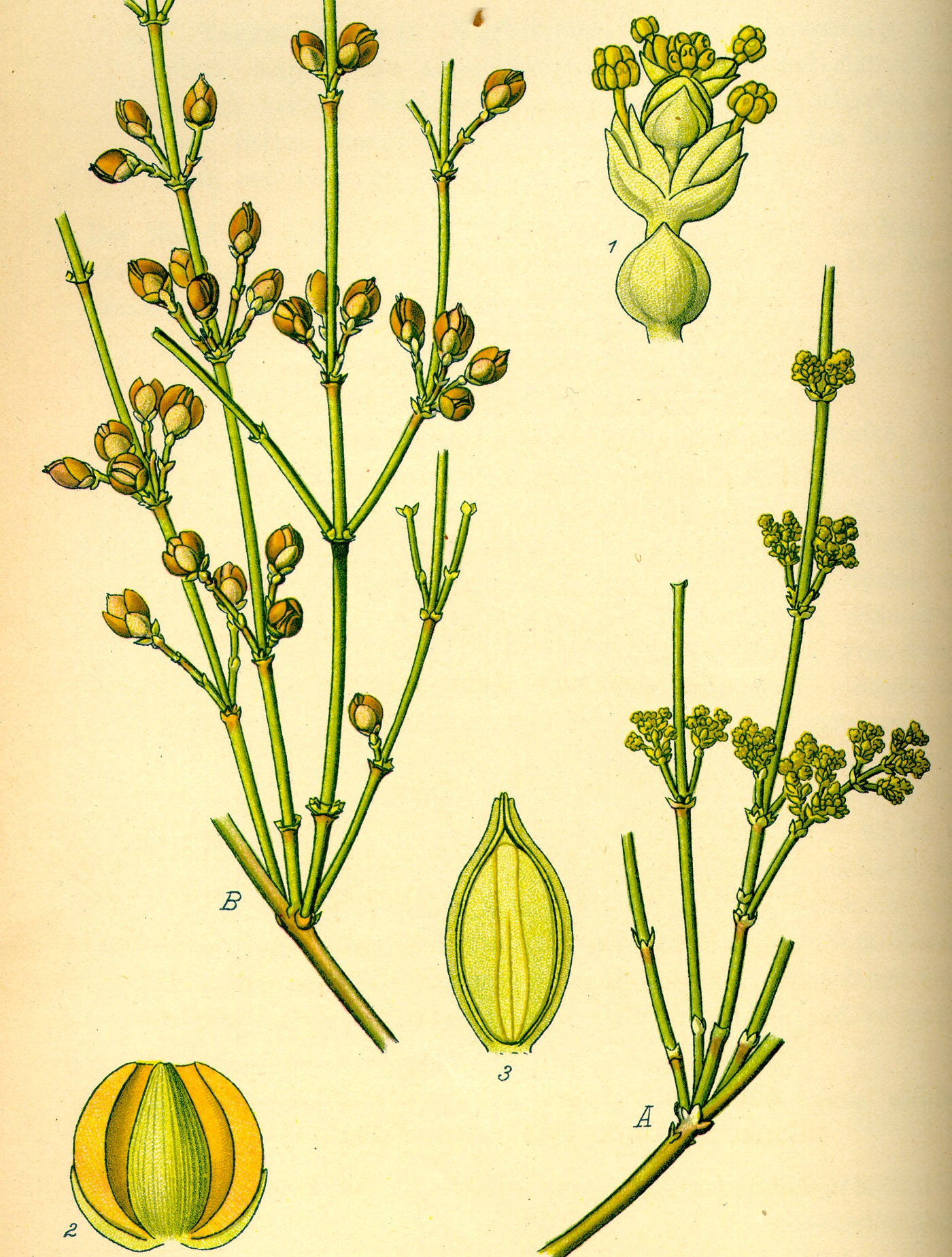
Ephedra distachya (zie 3)

## Beschrijving
De vrouwelijke "bloemen" bij de Gnetales hebben een enkele, rechtopstaande zaadknop, waarvan de nucellus (macrosporangium) is omgeven door twee of drie omhulsels: twee integumenten en een "periant". Een micropyle is de opening van het binnenste integument (of zaadvlies) dat de nucellus omgeeft. 
Deze micropyle groeit bij de Gnetales uit tot een lange micropylaire buis, waardoorheen de pollinatiedruppel naar buiten wordt gevormd, zodat stuifmeelkorrels in de lucht opgevangen kunnen worden  (druppelmechanisme). Bij indrogen van deze "pollinatiedruppel" worden de stuifmeelkorrels naar binnen gezogen, waarna de bevruchting kan plaatsvinden.